# Phyllorchis bootanensis
Phyllorchis bootanensis là một loài thực vật có hoa trong họ Lan. Loài này được (Griff.) Kuntze miêu tả khoa học đầu tiên năm 1891.